# 高石勝男
高石 勝男（たかいし かつお、1906年（明治39年）10月14日 - 1966年（昭和41年）4月13日）は、日本の競泳選手。元日本水泳連盟会長。1928年アムステルダムオリンピックにおいて800mリレーで銀・100m自由形で銅の2つのメダルを獲得した。50m・100m・200m・400m・800m・1500m自由形元日本記録保持者。

## 人物
大阪府出身。西成郡川北小学校、尼崎市立第一小学校、旧制大阪府立茨木中学（現・大阪府立茨木高等学校）、早稲田高等学院を経て、早稲田大学商学部卒業。妻は元200m・400m自由形日本記録保持者永井峰子。
1928年アムステルダムオリンピック男子800m自由形リレー銀メダリスト、同オリンピック100m自由形銅メダリスト。
1924年パリオリンピックでも100m自由形、1500m自由形に出場。
1932年ロサンゼルスオリンピック代表競泳主将に選ばれたが出場メンバーを決定する記録会で敗れ、出場は果たせなかった。
日本水泳連盟会長などを歴任し、1961年（昭和36年）11月1日、紫綬褒章を受章。
1964年の第18回夏季オリンピック東京大会では水泳日本代表総監督を務めた。
母校早稲田大学の戸山キャンパスには、高石勝男を記念して建設された『高石記念プール』がある。
実業家としては近畿産業社長も務めている。
また1949年に兵庫県芦屋市に「国民皆泳」「水難事故防止」「低年齢層からの水泳選手強化」を目標に、芦屋市・芦屋市教育委員会などの協力を得て芦屋水練学校を創立した。
1966年（昭和41年）4月13日、逝去。59歳没。
同日、勲三等瑞宝章と正五位を追賜された。

## 主な実績
- 1923年第6回極東選手権競技大会[5]　400ヤード自由形優勝　1マイル自由形優勝　200ヤードリレー優勝
- 1923年第8回全国競泳大会[5]　100m自由形優勝
- 1924年パリオリンピック[6]　100m自由形5位　1500m自由形5位　800mリレー4位
- 1924年第3回全国学生水上競技大会　100m自由形優勝[7]　800m自由形優勝[8]　400mリレー優勝[9]
- 1925年第7回極東選手権競技大会　50m自由形優勝　100m自由形優勝　400m自由形優勝　200mリレー優勝
- 1925年第4回全国学生水上競技大会[9]　100m自由形優勝[7]　200自由形優勝　400mリレー優勝
- 1925年第1回日本選手権[10]　50m自由形優勝　400m自由形優勝　200mリレー優勝　800mリレー優勝
- 1926年第5回全国学生水上競技大会[9]　200m自由形優勝　400m自由形優勝　200mリレー優勝　800mリレー優勝
- 1926年第2回日本選手権[10]　200m自由形優勝　200mリレー優勝　800mリレー優勝
- 1927年第6回全国学生水上競技大会[9]　100m自由形優勝[7]　200m自由形優勝　200mリレー優勝　800mリレー優勝
- 1927年第3回日本選手権[10]　200m自由形優勝　800m自由形優勝　800mリレー優勝
- 1928年アムステルダムオリンピック[11]　100m自由形3位　400m自由形準決勝敗退　1500m自由形準決勝棄権　800mリレー2位
- 1928年第7回全国学生水上競技大会[9]　100m自由形優勝　200m自由形優勝　200mリレー優勝　800mリレー優勝
- 1929年第8回全国学生水上競技大会[9]　100m自由形優勝　200m自由形優勝　800mリレー優勝
- 1930年第6回日本選手権[10]　100m自由形優勝

## 書籍
- 高石勝男、木村象雷『水泳日本』改造社、1934年7月。NDLJP:1234192。
- 日本水泳連盟関西支部編 編『高石さんを憶う』日本水泳連盟関西支部、1967年9月。NDLJP:2516954。

## 関連作品
- 『いだてん〜東京オリムピック噺〜』（2019年 、NHK大河ドラマ） - 演：斎藤工